# VEB Kfz-Zubehörwerk Meißen
Der VEB Kfz-Zubehörwerk Meißen wurde 1949 gegründet und war zuletzt dem IFA-Kombinat Nutzkraftwagen untergeordnet. Seine Ursprünge gehen jedoch auf ein Industriegebiet aus metallverarbeitenden Firmen im Meißner Stadtteil Niederfähre aus dem Jahr 1912 zurück, welches sich auf dem heutigen Gelände der Firmen UKM Meissen sowie Silgan Metal Packaging Meissen GmbH (vormals Vogel & Noot Meissner Metallverpackungen, dem ehemaligen VEB Blechverpackung Meissen) und der Unfallkasse Sachsen befand.

## Standort
Das Gelände umfasste das Dreieck zwischen Ringstraße, Zscheilaer Straße und Goethestraße. So befanden sich auf dem Gelände ein Büro- und Verwaltungskomplex, mehrere Fertigungshallen, eine Härterei, Lagerhallen, Baracken für Lehrausbildung und Werkzeugbau sowie Versandgebäude. Hinzu kam Anfang der 1980er eine dreistöckige Mehrzweck-Halle, die sowohl den Versand und den Werkzeugbau als auch den Sozialtrakt mit Umkleidekabinen, Duschen und eine Sauna aufgenommen hat.
In den ersten Jahren der Produktion wurden Teile wie Getriebegehäuse, Antriebswellen, Steckachsen gefertigt. Jedoch erweiterte sich das Produktspektrum sehr schnell, insbesondere um die Massenware Kolbenbolzen. So wurde es in den 1970er Jahren notwendig, die klassische Technologie der Salzbadhärterei um neuere Mehrkammerdurchstoßhärteanlagen zu erweitern. Diese führte insbesondere mit der nahezu gleichzeitig eingeführten Technologie der Kaltmassivumformung/Kaltfließpressen (KFP) zu bedeutend höheren Produktionsstückzahlen und zu einer erheblichen Qualitätsverbesserung, was speziell die Prozessstabilität angeht. Die dafür benötigten Presswerkzeuge wurden ausschließlich vom betriebseigenen Werkzeugbau angefertigt. Auch prozessvor- und nachbereitende Arbeitsgänge wie chemische Behandlung und Spannungsarmglühen wurden aufwändig in die vorhandenen Werkhallen integriert. Gleichzeitig war notwendig geworden, eine Abwasserbehandlungsanlage in Betrieb zu nehmen.
Da der Umweltschutz zu DDR-Zeiten keinen allzu großen Stellenwert hatte, beschränkte man sich darauf, durch Siedesalze und Filteranlagen die Abwässer der chemischen Abteilung zumindest schweb- und schwermetallfrei sowie pH-neutral in angrenzende Gewässer zu entlassen.

## Produkte und Fertigungen
Pkw-Kolbenbolzen wurden durch den KFP-Prozess in enormen Stückzahlen vorgefertigt, um diese dann mit verketteten Kugelschrittschaltwerk-gesteuerten Drehmaschinen im weichen Zustand fertig zu bearbeiten. Lkw- bzw. Dieselkolbenbolzen wurden ausschließlich auf Mehrspindeldrehautomaten gefertigt. Zu den Kunden des Betriebs im RGW-Raum gehörten vor allem tschechische Betriebe wie Skoda und Tatra. Im „Nichtsozialistischen Ausland“ waren vor allem Volkswagen und Opel Hauptabnehmer von Kolbenbolzen. In Kleinserie wurden auch für den Fahrzeug-Hersteller Kässbohrer Bremstrommeln für Omnibusse gefertigt. Zu den Inlandskunden gehörten neben den IFA Kombinatsbetrieben auch das Kompressorenwerk Berlin, die NVA (verstärkte Ausführung einzelner Antriebskomponenten) aber auch VEM (Elektromotorenhersteller).
Zum Produktspektrum des Werkes Meißen für den Inlandsmarkt gehörten Bremstrommeln für den Pkw Wartburg bis zu dessen Produktionseinstellung. Ein weiteres Massenprodukt, welches im fertig montierten und einsatzfähigen Zustand ausgeliefert wurde, war der Lastabhängige Druckbegrenzer (LAD), eine rein mechanisch geregelte Bremskraftverteilung für IFA-Fahrzeuge wie Multicar und Fortschritt-Mähdrescher. Diese Fertigung fand im Erdgeschoss des Verwaltungsgebäudes statt. Ein weiteres Produkt war der Ventiltrieb für Dieselmotoren wie den 4 VD 14,5/12-1 SRW (Lkw W50, Traktorenreihe ZT 300), der aus Kipphebeln, Lagerachsen und Kipphebelböcken bestand. Diese Baugruppe wurde voreingestellt, einbaufertig ausgeliefert.
Der Automatisierungsgrad war für DDR-Verhältnisse sehr hoch. So kamen neben mehreren Robotron-Industrieroboteren im Bereich Kolbenbolzenfertigung auch pneumatische gesteuerte Verkettungssysteme zwischen den Maschinen (Arbeitsstationen) zum Einsatz. Ebenfalls war eine sehr hohe Anzahl an CNC-Dreh- und Fräsmaschinen mit Robotron-CNC-600- und CNC-645-Steuerungen in dem Betrieb vorhanden.
Wie in jedem Kombinatsbetrieb wurden viele Nebengewerke wie Elektrowerkstatt, Maurerei, Malerei, Spritzerei, Schlosserei, Scharfschleiferei (Werkzeugbereitstellung, Fertigung, Nachschliff von HSS-Zerspanungswerkzeugen) und auch eine Sandstrahlanlage mit auf dem Gelände betrieben. Auch eine betriebseigene Feuerwehr war vorhanden.
Wie jeder Kombinatsbetrieb war auch das KFZ auf Grund der Planung der SED zur Fertigung von sogenannten Konsumgütern verpflichtet. So wurden in diesem Produktionsbereich als Konsumgüter neben Fussluftpumpen, Modellverbrennungsmotoren auch Handbügelsägen gefertigt.
Somit war der Betrieb neben dem Kabelwerk, den Turbowerken und dem Plattenwerk einer der größten Arbeitgeber in der Stadt Meißen. Die Mitarbeiterzahl schwankte zwischen 1800 und 2700 Beschäftigten am Standort, weitere Mitarbeiter waren in den Außenstellen beschäftigt. Außerdem war das Zubehörwerk zentrale Anlaufstelle für die Kampfgruppen der Arbeiterklasse.
Die mit der Wiedervereinigung dahergehende Privatisierung und Zerteilung des IFA-Kombinates sorgte gleichzeitig mit dem einbrechenden Exportmarkt in den RGW-Raum dafür, dass Produktionen (Bremstrommeln, Kipphebel) komplett eingestellt wurden sowie dass die Mitarbeiterzahl anfänglich auf 780 und bis zur endgültigen Privatisierung auf etwa 350 Beschäftigte sank. Diesem Schrumpfungsprozess geschuldet, wurden Gebäude wie die der Verwaltung (beherbergt nun die Gemeinde-Unfallversicherung) und das Außenlager Zaschendorf veräußert.
Nach der Privatisierung durch die Treuhandanstalt an einen privaten Investor aus Nürnberg wurde die Firma in UKM Meissen umbenannt.

## Weitere Standorte
Eine weitere Werkhalle befand sich gegenüber der Zscheilaer Straße auf dem heutigen Gelände von Silgan, welche die Kipphebelfertigung für den Lkw IFA W50 aufgenommen hatte sowie ein Ausbildungszentrum und die Konstruktion beherbergte.
Im Bereich der Alten Zaschendorfer Straße befand sich eine weitere Halle, die um 1986 in Betrieb genommen worden war. Diese Halle diente unter anderem als Lagerhalle. Ebenso befand sich dort eine Abteilung, die sich mit Robotik und Rationalisierung beschäftigte. Nach der Wende befand sich in dieser Halle eine Großhandelsgeschäft.
Als weitere Außenstelle kann die Werkstatt der Justizvollzugsanstalt Torgau angesehen werden. In diesem Teil wurden durch Strafgefangene „schmutzige“ Arbeiten wie Gussputzen ausgeführt.

## Belege
- Betriebszeitung des KFZ: „Kurbelwelle“ in verschiedenen Ausgaben
- Sächsische Zeitung (DDR-Ausgabe), Wirtschaftsteil
- Firmengeschichte UKM Meissen www.ukm-gruppe.com